# La Jonquera
La Jonquera, in castigliano La Junquera, è un comune spagnolo di 3 075 abitanti situato nella comunità autonoma della Catalogna presso il confine francese.

## Geografia fisica

### Posizione
Il paese sorge ai piedi della catena dei Pirenei, a circa 6 kmm da Le Perthus, comune francese della Linguadoca-Rossiglione. La sua frazione più popolosa, Els Límits, è urbanisticamente fusa con quest'ultimo condividendone persino la strada principale. Dista 21 km da Figueres, 58 km da Gerona, 41 km da Perpignano e 154 km da Barcellona.

### Frazioni
La Jonquera è composta da 5 nuclei abitati, capoluogo compreso, il quale nel 2007 contava 2 888 abitanti (dei 3 075 totali).
| Frazione (población) | Abitanti (2007) |
| -------------------- | --------------- |
| Canadal              | 9               |
| Els Límits           | 115             |
| Requesens            | 0               |
| Sant Julià           | 4               |